# Paolo Enrico Moro
Paolo Enrico Moro (Chiavenna, 23 gennaio 1940) è un politico italiano.